# Манор (маєток)
Манор (англ. manor) — феодальний маєток в середньовічній Західній Європі, зокрема в Англії та Шотландії, основна господарська одиниця економіки та форма організації приватної власності в цих державах.
Манор був комплексом доменіальних земель феодала, общинних угідь і наділів особисто-залежних і вільних селян, що мешкають в селі. Основою маноріального господарства були  відробіткові повинності залежних категорій селян (вілланів, коттаріїв, хазбендменів) і судова юрисдикція феодала над ними. Соціальним і адміністративним центром манору була садиба феодала. Маноріальна система панувала на Британських островах з XI по XVII століття, хоча з початком нового часу манори стали поступово втрачати феодальний характер, перетворюючись на аграрні господарства  капіталістичного типу.